# حمید کیانیان
حمید کیانیان (زادهٔ ۶ بهمن ۱۳۷۹ در قزوین) ووشوکار ایرانی در بخش سان‌دا است. وی موفق به کسب نشان طلای مسابقات قهرمانی جوانان جهان در سال ۲۰۱۸ برزیل شده است، کیانیان همچنین سه سال عضو تیم ملی جوانان ووشو جهت اعزام به بازی‌های آسیایی کره جنوبی ۲۰۱۷، جهانی برزیل ۲۰۱۸ و جهانی چین ۲۰۱۹ بوده است

## سوابق قهرمانی در کشور
| شماره | مدال | عنوان مسابقه                                                                                 | وزن        | تاریخ          |
| ----- | ---- | -------------------------------------------------------------------------------------------- | ---------- | -------------- |
| ۱     | طلا  | قهرمانی کشور سبک لوهان چوان                                                                  | ۲۰کیلوگرم  | ۲ مهر ۱۳۸۸     |
| ۲     | طلا  | قهرمانی کشور سبک لوهان چوان                                                                  | ۳۱کیلوگرم  | ۱۷ آذر ۱۳۹۱    |
| ۳     | طلا  | قهرمانی کشور سبک لوهان چوان                                                                  | ۴۰کیلوگرم  | ۱۲ مهر ۱۳۹۲    |
| ۴     | طلا  | انتخابی تیم ملی جهت اعزام به مسابقات جهانی برزیل                                             | ۶۵ کیلوگرم | ۱۰ بهمن ۱۳۹۶   |
| ۵     | نقره | قهرمانی کشور سبک لوهان چوان                                                                  | ۲۸کیلوگرم  | ۱۵ مرداد ۱۳۸۹  |
| ۶     | برنز | قهرمانی کشور سبک لوهان چوان                                                                  | ۲۸کیلوگرم  | ۱۸ شهریور ۱۳۹۰ |
| ۷     | برنز | قهرمانی کشور سبک لوهان چوان                                                                  | ۵۲کیلوگرم  | ۲۳ مرداد ۱۳۹۴  |
| ۸     | طلا  | قهرمانی کشور                                                                                 | ۶۰کیلوگرم  | شهریور ۱۳۹۵    |
| ۹     | برنز | قهرمانی کشور سبک نن‌شائولین                                                                   | ۶۰کیلوگرم  | ۲۶ آذر ۱۳۹۵    |
| ۱۰    | برنز | مسابقات قهرمانی کشور و انتخابی تیم ملی جهت اعزام به مسابقات آسیایی کره جنوبی۲۰۱۷ در شهر گومی | ۶۰کیلوگرم  | ۱۵ بهمن ۱۳۹۵   |